# Helina dianxiia
Helina dianxiia är en tvåvingeart som beskrevs av Xue och Li 2002. Helina dianxiia ingår i släktet Helina och familjen husflugor.
Artens utbredningsområde är Yunnan (Kina). Inga underarter finns listade i Catalogue of Life.